# Jeanne Eder-Schwyzer
Jeanne Eder-Schwyzer (geboren am 2. März 1894 in New York, gestorben am 24. Oktober 1957 in Zürich, heimatberechtigt in Zürich) war eine Schweizer Frauenrechtlerin.

## Leben
Jeanne Schwyzer war Tochter des Arztes Fritz Schwyzer und wuchs in New York auf. Sie studierte an der Universität Zürich Chemie und wurde 1919 promoviert. Im darauffolgenden Jahr heiratete sie den Chemiker und Professor für Pharmakognosie und Pharmazeutische Chemie Robert Eder (1885–1944) und war Mutter zweier Töchter, der Physikerin Monika Eder und der Autorin und Gertrude-Stein-Expertin Ursula Elisabeth Eder, bekannt unter dem Namen Ulla Dydo.
Eder-Schwyzer war beteiligt bei der Frauenstimmrechtspetition 1929 sowie beim Aufbau des Schweizerischen Akademikerinnenverbands, dessen Präsidentin sie von 1935 bis 1938 wurde. Ab 1939 war sie auf mehreren Ebenen frauenpolitisch aktiv: als Präsidentin der freisinnigen Frauengruppe Zürich, die sie 1935 mitbegründet hatte; sowie als Präsidentin des Verbands für Frauenstimmrecht (SVF) im Kanton Zürich; sowie im Zivilen Frauenhilfsdienst, aus dem sie 1945 wieder ausschied. Sie leitete 1946 den 3. Schweizer Frauenkongress und war im Anschluss an diesen beim Aufbau des Schweizerischen Instituts für Hauswirtschaft (SIH, 1948–1992) beteiligt. Von der Gründung 1947 bis 1950 war sie auch Präsidentin der Frauengruppe des Schweizerischen Aufklärungsdienstes. Sie war „vom Bestreben getragen, die Solidarität der Frauen über alle Grenzen hinweg zu fördern.“
Von 1949 bis 1957 war sie Vorstandsmitglied im Bund Schweizerischer Frauenvereine (BSF) und wurde vom BSF 1949 bis 1954 in die Schweizerische UNESCO-Kommission entsandt. Von 1947 bis zu ihrem Tod war sie Präsidentin des Internationalen Frauenrats.